# Raymond IV van Toulouse
Raymond IV van Toulouse (Toulouse, ca. 1041 - Mons Peregrinus (bij Tripoli, in het tegenwoordige Libanon), 28 februari 1105) ook wel Raymond van Saint-Gilles, of Raimond, was graaf van Toulouse (van 1093 tot 1105) en markies van Provence (van 1066-1105). Hij was de eerste en een van de meest succesvolle westerse heersers die zich aansloten bij de Eerste Kruistocht (1096). Hij volgde in 1094 zijn broer Willem IV van Toulouse op die zonder mannelijk nageslacht overleed.
In 1096 vocht Raymond eerst voor een korte periode tegen de Moren in Spanje.
Raymond was ook een van de leiders van de pauselijke hervormingsbeweging en paus Urbanus II zou gewacht hebben met het oproepen tot een kruistocht tot hij zeker was dat Raymond zou deelnemen. Raymond had al eerder deelgenomen aan een Pelgrimstocht naar Jeruzalem. Volgens Armeense bronnen verloor hij een oog tijdens de tocht, anderen beweren dat hij aan één oog het gezichtsvermogen verloor.

## Familie
Raymonds ouders waren Pons van Toulouse en Almodis van La Marche. Raymond zou tijdens zijn leven drie keer trouwen, zijn eerste vrouw zou een nicht van Raymond geweest zijn waarvan de naam nog onbekend is. Met haar kreeg hij Bertrand van Toulouse, eerste in lijn voor de troonopvolging. Zijn tweede vrouw was Matilda, een dochter van Rogier I van Sicilië. Zijn derde vrouw was Elvira van Castilië , een natuurlijke dochter van Alfons VI van Castilië, met haar kreeg hij nog een zoon Alfons Jordaan van Toulouse.

## Eerste Kruistocht
Na zijn eerste ervaring bij zijn pelgrims-kruistocht had hij de wens te kennen gegeven om te mogen sterven in het Heilig Land. In oktober 1096 zou hij vertrokken zijn vanuit Toulouse, met zijn vrouw Elvira en Adhemar van Monteil als zijn belangrijkste gevolg, en met een leger dat uit zo'n 25.000 personen zou hebben bestaan.

### Eed van loyaliteit in Constantinopel
Hoewel hij een hekel had aan keizer Alexius I van Byzantium en met tegenzin trouw aan hem zwoer, zou Raymond uitgroeien tot de trouwste vertegenwoordiger van de Byzantijnse territoriale belangen. Hij sloot daarom een eed van vriendschap en steun. Zo was hij de enige leider van de kruisvaarders die geen land voor zichzelf veroverde, en probeerde hij tevergeefs Bohemund I van Taranto ervan te overtuigen Antiochië, dat hij mee had helpen veroveren op de Seltsjoeken tijdens het Beleg van Antiochië in 1098, te overhandigen aan Alexius.

### Bolwerken van Klein-Azië
Raymond was present bij het Beleg van Nicea en de Slag bij Dorylaeum, maar het belangrijkste deed hij bij het Beleg van Antiochië. Op weg ernaartoe hoorde hij dat de stad verlaten was door de Seljoek-turken en daarop stuurde hij zijn leger vooruit. Hierdoor was Bohemund beledigd, omdat deze de stad voor zichzelf wilde. Na een aantal maanden van beleg wisten de kruisvaarders de stad in te nemen. Daar werd de moraal van de christenen weer opgevijzeld door het vinden van de Heilige Lans. Er volgde echter een belegering van de Kruisvaarders door de Seljoeken onder de leiding van Kerbogha. Na enkele maanden wisten de kruisvaarders uit te breken en versloegen ze de Seljoeken.

### Verovering van Jeruzalem
In 1099 organiseerde Raymond na enkele aarzelingen een veldtocht richting de kust waarna Beiroet, Tripoli, Jaffa en Ramala werden ingenomen. Daarna nam hij deel aan de verovering van de stad Jeruzalem. Toen de stad viel op 15 juli 1099 kreeg hij het koningschap over Jeruzalem aangeboden, maar weigerde, omdat hij zich niet aan de kerk wilde onderwerpen. In zijn plaats werd Godfried van Bouillon gekozen. Hoewel er onenigheid was tussen de twee, verdedigden ze samen Jeruzalem tegen de Fatimiden en sloegen hun aanval af bij Slag bij Ashkelon.

## Mini-kruisvaart van 1101
Raymond nam ook deel aan de onsuccesvolle kruisvaart van 1101, waar hij bij Mersivan, Anatolië werd verslagen, hij wist te vluchten naar Constantinopel. In 1102 voer hij via de zee naar Antiochië, waar hij gevangen werd genomen door Tancred, regent van Antiochië tijdens de gevangenschap van Bohemund. Hij werd vervolgens vrijgelaten als hij de belofte deed geen aanvallen uit te voeren op de landerijen tussen Antiochië en Akko. Na zijn vrijlating brak hij gelijk zijn belofte en deed een aanval op Tartous en veroverde de stad, vervolgens bouwde hij een kasteel op de Mons Peregrinus (Pelgrim's berg) wat een strategisch punt zou zijn in zijn beleg op Tripoli.

## Graafschap Tripoli
In 1102 richtte hij de kruisvaardersstaat Tripoli op, volgens historici was het hem echter niet te doen om een nieuwe titel. Vanaf 1100 hield hij de zuidwaartse expansie van Bohemunds prinsdom van Antiochië tegen in opdracht van Alexius. In de buurt van Tripoli bouwde hij het kasteel Mons Peregrinus, waar hij overleed op 28 februari 1105. Tijdens zijn laatste jaren was er het Beleg van Tripoli, de emirs van Tripoli boden tegenstand voor de oprichting van de staat. Raymond werd in Tripoli opgevolgd door Bertrand, zijn zoon uit zijn eerste huwelijk en in Toulouse door zijn zoon uit zijn derde huwelijk, Alfons Jordan.

## Voorouders
| Voorouders van Raymond IV van Toulouse (1041-1105) | Voorouders van Raymond IV van Toulouse (1041-1105)                    | Voorouders van Raymond IV van Toulouse (1041-1105)                    | Voorouders van Raymond IV van Toulouse (1041-1105)                    | Voorouders van Raymond IV van Toulouse (1041-1105)                    | Voorouders van Raymond IV van Toulouse (1041-1105)                | Voorouders van Raymond IV van Toulouse (1041-1105)                | Voorouders van Raymond IV van Toulouse (1041-1105)                | Voorouders van Raymond IV van Toulouse (1041-1105)                |
| -------------------------------------------------- | --------------------------------------------------------------------- | --------------------------------------------------------------------- | --------------------------------------------------------------------- | --------------------------------------------------------------------- | ----------------------------------------------------------------- | ----------------------------------------------------------------- | ----------------------------------------------------------------- | ----------------------------------------------------------------- |
| Overgrootouders                                    | Raymond (V) van Toulouse (950-975) ∞ Adelheid van Anjou (~947-1026)   | Raymond (V) van Toulouse (950-975) ∞ Adelheid van Anjou (~947-1026)   | Rotbold III van Provence (-1015) ∞ Ermengard (-)                      | Rotbold III van Provence (-1015) ∞ Ermengard (-)                      | Adelbert I van La Marche (960-997) ∞ Adalmodis van Limoges (-)    | Adelbert I van La Marche (960-997) ∞ Adalmodis van Limoges (-)    | ? (-) ∞ ? (-)                                                     | ? (-) ∞ ? (-)                                                     |
| Grootouders                                        | Willem III van Toulouse (969-1037) ∞ Emma van Provence (~975-na 1063) | Willem III van Toulouse (969-1037) ∞ Emma van Provence (~975-na 1063) | Willem III van Toulouse (969-1037) ∞ Emma van Provence (~975-na 1063) | Willem III van Toulouse (969-1037) ∞ Emma van Provence (~975-na 1063) | Bernard I van La Marche (-1039) ∞ Amalia (-)                      | Bernard I van La Marche (-1039) ∞ Amalia (-)                      | Bernard I van La Marche (-1039) ∞ Amalia (-)                      | Bernard I van La Marche (-1039) ∞ Amalia (-)                      |
| Ouders                                             | Pons van Toulouse (998-1060) ∞ Almodis van La Marche (~1020-1071)     | Pons van Toulouse (998-1060) ∞ Almodis van La Marche (~1020-1071)     | Pons van Toulouse (998-1060) ∞ Almodis van La Marche (~1020-1071)     | Pons van Toulouse (998-1060) ∞ Almodis van La Marche (~1020-1071)     | Pons van Toulouse (998-1060) ∞ Almodis van La Marche (~1020-1071) | Pons van Toulouse (998-1060) ∞ Almodis van La Marche (~1020-1071) | Pons van Toulouse (998-1060) ∞ Almodis van La Marche (~1020-1071) | Pons van Toulouse (998-1060) ∞ Almodis van La Marche (~1020-1071) |